# Doża Wenecji

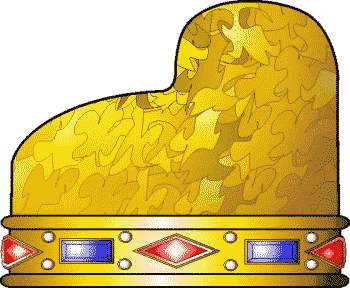
mitra doży weneckiego

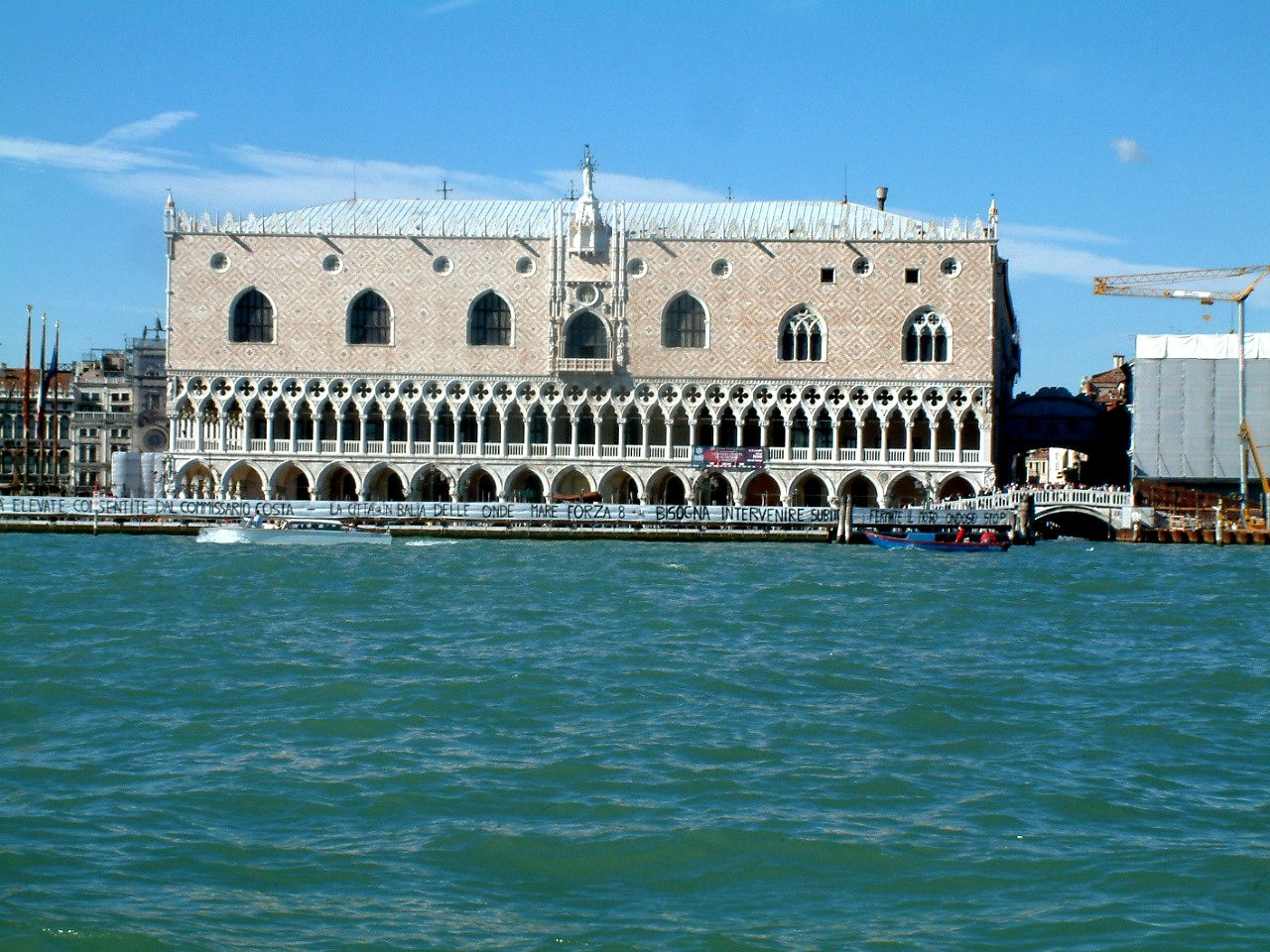
Pałac Dożów – widok od strony Zatoki Weneckiej

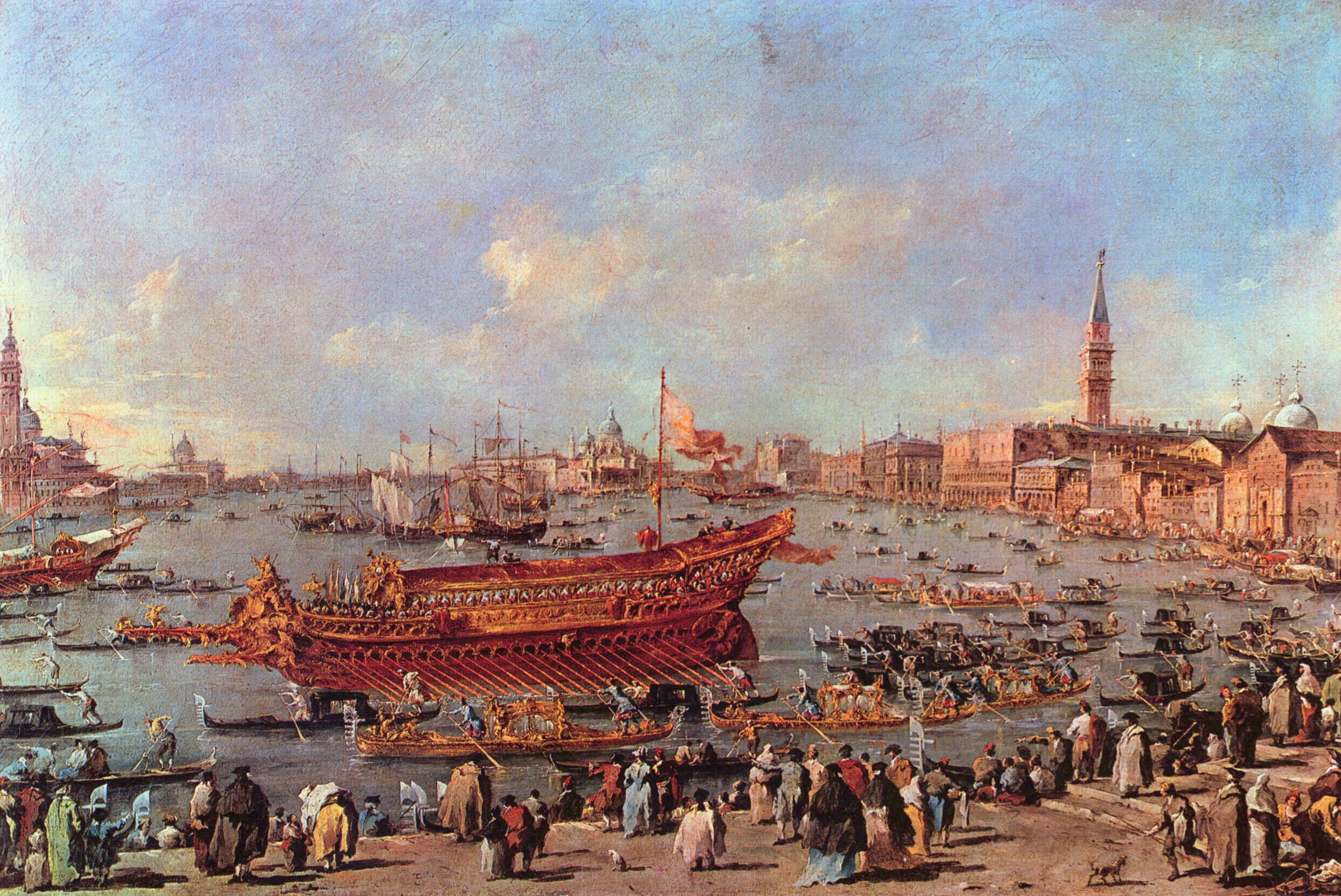
Bucentaur – galera dożów weneckich. Obraz pędzla Francesco Guardiego

Doża Wenecji (wł. doge, wec. doxe) – najwyższy urzędnik w Republice Weneckiej. Wybierany dożywotnio najpierw przez arengo, zgromadzenie ogółu dorosłych obywateli republiki, później przez kolegium elektorów, które z kolei było wybierane przez 480-osobową wielką radę – przedstawicieli bogatych rodów (patrycjuszy).

## VIII wiek
- Paoluccio Anafesto (697–717)
- Marcello Tegalliano (717–726)
- Orso Ipato (726–737)
- Domenico Leone
- Teodato Ipato (742–755)
- Gaulo Galla (755–756)
- Domenico Monegario (756–764)
- Maurizio Galbaio (764–787)
- Giovanni Galbaio (787–804)

## IX wiek
- Obelerio Antenoreo (804–811)
- Angelo Participazio (811–827)
- Giustiniano Partecipazio (827–829)
- Giovanni I Partecipazio (829–837)
- Pietro Tradonico (837–864)
- Orso I Partecipazio (864–881)
- Giovanni II Partecipazio (881–887 i ponownie 887–888)
- Pietro I Candiano (887)
- Pietro Tribuno (888–912)

## X wiek
- Orso II Partecipazio (912–932)
- Pietro II Candiano (932–939)
- Pietro Partecipazio (939–942)
- Pietro III Candiano (942–959)
- Pietro IV Candiano (959–976)
- Pietro I Orseolo (976–978)
- Vitale Candiano (978–979)
- Tribuno Memmo (979–991)
- Pietro II Orseolo (991–1009)

## XI wiek
- Otton Orseolo (1009–1026)
- Pietro Barbolano Centranico (1026–1032)
- Domenico Flabanico (1032–1043)
- Domenico Contarini (1043–1071)
- Domenico Selvo (1071–1084)
- Vitale Faliero (1084–1096)
- Vitale I Michiel (1096–1102)

## XII wiek
- Ordelafo Faliero (1102–1117)
- Domenico Michele (1117–1130)
- Pietro Polani (1130–1148)
- Domenico Morosini (1148–1156)
- Vital II Michele (1156–1172)
- Sebastiano Ziani (1172–1178)
- Orio Mastropiero (1178–1192)
- Enrico Dandolo (1192–1205)

## XIII wiek
- Pietro Ziani (1205–1229)
- Jacopo Tiepolo (1229–1249)
- Marino Morosini (1249–1252)
- Reniero Zeno (1252–1268)
- Lorenzo Tiepolo (1268–1275)
- Jacopo Contarini (1275–1280)
- Giovanni Dandolo (1280–1289)
- Pietro Gradenigo (1289–1311)

## XIV wiek

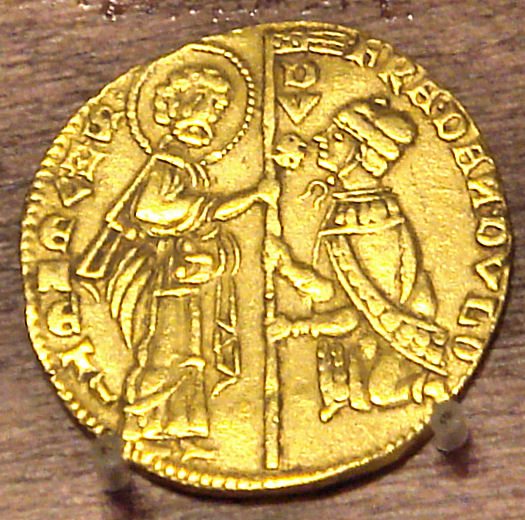
Złota moneta dukat wenecki doży Francesco Dandolo – doża klęczący przed św. Markiem

- Marino Zorzi (1311–1312)
- Giovanni Soranzo (1312–1328)
- Francesco Dandolo (1328–1339)
- Bartolomeo Gradenigo (1339–1342)
- Andrea Dandolo (1342–1354)
- Marino Faliero (1354–1355)
- Giovanni Gradenigo (1355–1356)
- Giovanni Dolfin (1356–1361)
- Lorenzo Celsi (1361–1365)
- Marco Cornaro (1365–1367)
- Andrea Contarini (1367–1382)
- Michele Morosini (1382–1382)
- Antonio Venier (1382–1400)
- Michele Steno (1400–1413)

## XV wiek
- Tommaso Mocenigo (1413–1423)
- Francesco Foscari (1423–1457)
- Pasqual Malipiero (1457–1462)
- Cristoforo Moro (1462–1471)
- Nicolo Trono (1471–1473)
- Nicolo Marcello (1473–1474)
- Pietro Mocenigo (1474–1476)
- Andrea Vendramino (1476–1478)
- Giovanni Mocenigo (1478–1485)
- Marco Barbarigo (1485–1486)
- Agostin Barbarigo (1486–1501)

## XVI wiek

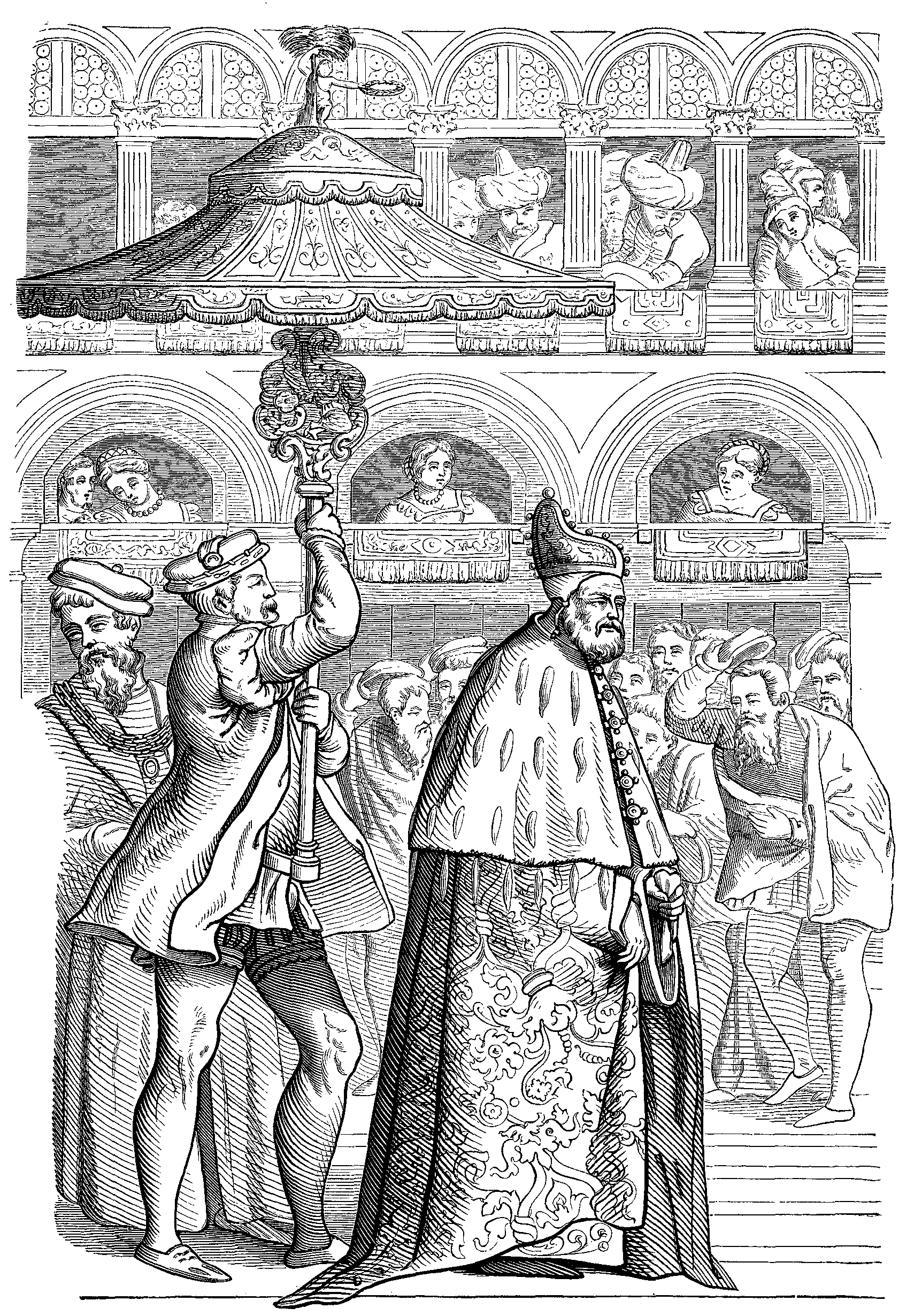
Ceremonia mianowania Doży Wenecji, XVI wiek

- Leonardo Loredano (1501–1521)
- Antonio Grimani (1521–1523)
- Andrea Gritti (1523–1538)
- Pietro Lando (1538–1545)
- Francesco Donato (1545–1553)
- Marcantonio Trivisano (1553–1554)
- Francesco Venier (1554–1556)
- Lorenzo Priuli (1556–1559)
- Giorolamo Priuli (1559–1567)
- Pietro Loredano (1567–1570)
- Alvise Mocenigo (1570–1577)
- Sebastiano Veniero (1577–1578)
- Nicolò da Ponte (1578–1585)
- Pasqual Cicogna (1585–1595)
- Marino Grimani (1595–1606)

## XVII wiek
- Leonardo Donato (1606–1612)
- Marcantonio Memmo (1612–1615)
- Giovanni Bembo (1615–1618)
- Nicolò Donato (1618–1618)
- Antonio Priuli (1618–1623)
- Francesco Contarini (1623–1624)
- Giovanni Cornaro (1624–1630)
- Nicolò Contarini (1630–1631)
- Francesco Erizzo (1631–1646)
- Francesco Molino (1646–1655)
- Carlo Contarini (1655–1656)
- Francesco Cornaro (1656–1656)
- Bertuccio Valiero (1656–1658)
- Giovanni Pesaro (1658–1659)
- Domenico Contarini (1659–1674)
- Nicolò Sagredo (1674–1676)
- Alvise Contarini (1676–1683)
- Marcantonio Giustinian (1683–1688)
- Francesco Morosini (1688–1694)
- Silvestro Valiero (1694–1700)
- Alvise Mocenigo (1700–1709)

## XVIII wiek
- Giovanni Cornaro (1709–1722)
- Sebastiano Mocenigo (1722–1732)
- Carlo Ruzzini (1732–1735)
- Alvise Pisani (1735–1741)
- Pietro Grimani (1741–1752)
- Francesco Loredano (1752–1762)
- Marco Foscarini (1762–1763)

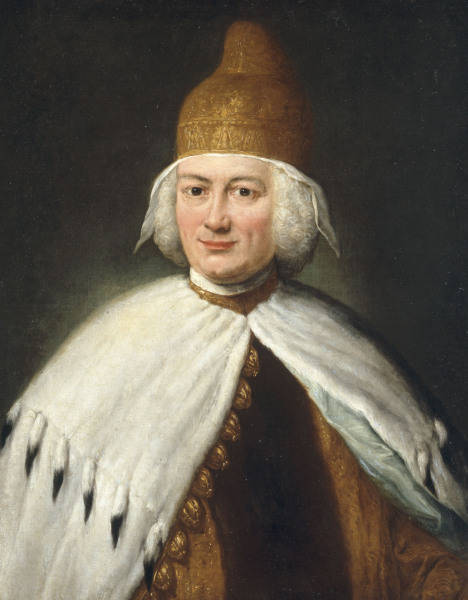
Doża Paolo Renier na obrazie A. Longhiego ok. 1779 r.

- Alvise Giovanni Mocenigo (1763–1779)
- Paolo Renier (1779–1789)
- Ludovico Manin (1789–1797)